# Monthermé (tổng)
Tổng Monthermé là một tổng ở tỉnh Ardennes trong vùng Grand Est.
Tổng này được tổ chức xung quanh Monthermé ở quận Charleville-Mézières. Độ cao trung bình là 221 m.

## Hành chính
| Giai đoạn | Ủy viên        | Đảng | Tư cách                    |
| --------- | -------------- | ---- | -------------------------- |
| 1994-2004 | René Visse     | PCF  |                            |
| 2004-     | Erik Pilardeau | PS   | Thị trưởng Bogny-sur-Meuse |

## Các đơn vị hành chính
Tổng Monthermé gồm 8 xã với dân số 13 688 người (điều tra năm 1999, dân số không tính trùng)
| Xã                  | Dân số | Mã bưu chính | Mã insee |
| ------------------- | ------ | ------------ | -------- |
| Bogny-sur-Meuse     | 5 838  | 08120        | 08081    |
| Deville             | 1 218  | 08800        | 08139    |
| Haulmé              | 84     | 08800        | 08217    |
| Les Hautes-Rivières | 1 949  | 08800        | 08218    |
| Laifour             | 568    | 08800        | 08242    |
| Monthermé           | 2 791  | 08800        | 08302    |
| Thilay              | 1 093  | 08800        | 08448    |
| Tournavaux          | 147    | 08800        | 08456    |

## Thông tin nhân khẩu
| 1962                                                     | 1968   | 1975   | 1982   | 1990   | 1999   |
| -------------------------------------------------------- | ------ | ------ | ------ | ------ | ------ |
| 15 366                                                   | 16 117 | 16 429 | 15 274 | 14 158 | 13 688 |
| Nombre retenu à partir de 1962 : dân số không tính trùng |        |        |        |        |        |